# Episodi de La fantastica signora Maisel (terza stagione)
La terza stagione della serie televisiva La fantastica signora Maisel (The Marvelous Mrs. Maisel), composta da 8 episodi, è stata resa disponibile negli Stati Uniti su Amazon Prime Video il 6 dicembre 2019, mentre in Italia è stata pubblicata lo stesso giorno in lingua originale e il 7 febbraio 2020 col doppiaggio italiano.
| n° | Titolo originale                     | Titolo italiano                        | Pubblicazione USA | Pubblicazione Italia |
| -- | ------------------------------------ | -------------------------------------- | ----------------- | -------------------- |
| 1  | Strike Up the Band                   | Aprite le danze                        | 6 dicembre 2019   | 7 febbraio 2020      |
| 2  | It's the Sixties, Man!               | Sono gli anni Sessanta, cavolo!        | 6 dicembre 2019   | 7 febbraio 2020      |
| 3  | Panty Pose                           | Posa in mutande                        | 6 dicembre 2019   | 7 febbraio 2020      |
| 4  | Hands!                               | Le mani!                               | 6 dicembre 2019   | 7 febbraio 2020      |
| 5  | It's Comedy or Cabbage               | O il cabaret o il cavolo               | 6 dicembre 2019   | 7 febbraio 2020      |
| 6  | Kind of Bleau                        | Un po' di tristezza                    | 6 dicembre 2019   | 7 febbraio 2020      |
| 7  | Marvelous Radio                      | Fantastica radio                       | 6 dicembre 2019   | 7 febbraio 2020      |
| 8  | A Jewish Girl Walks Into the Apollo… | Una ragazza ebrea entra nell'Apollo... | 6 dicembre 2019   | 7 febbraio 2020      |

## Aprite le danze
- Titolo originale: Stike Up the Band
- Diretto da: Amy Sherman-Palladino
- Scritto da: Amy Sherman-Palladino

## Sono gli anni Sessanta, cavolo!
- Titolo originale: It's the Sixties, Man!
- Diretto da: Dan Attias
- Scritto da: Daniel Palladino

## Posa in mutande
- Titolo originale: Panty Pose
- Diretto da: Daniel Palladino
- Scritto da: Daniel Palladino

## Le mani!
- Titolo originale: Hands!
- Diretto da: Daniel Palladino
- Scritto da: Daniel Palladino

## O il cabaret o il cavolo
- Titolo originale: It's Comedy or Cabbage
- Diretto da: Amy Sherman-Palladino
- Scritto da: Amy Sherman-Palladino

## Un po' di tristezza
- Titolo originale: Kind of Bleau
- Diretto da: Amy Sherman-Palladino
- Scritto da: Amy Sherman-Palladino

## Fantastica radio
- Titolo originale: Marvelous Radio
- Diretto da: Daniel Palladino
- Scritto da: Daniel Palladino

## Una ragazza ebrea entra nell'Apollo...
- Titolo originale: A Jewish Girl Walks Into the Apollo...
- Diretto da: Amy Sherman-Palladino
- Scritto da: Amy Sherman-Palladino

### Trama
- Guest star: Wanda Sykes (Moms Mabley)